# Narthecium ossifragum
Narthecium ossifragum là một loài thực vật có hoa trong họ Nartheciaceae. Loài này được (L.) Huds. mô tả khoa học đầu tiên năm 1762.